# The Infamous Archives
The Infamous Archives – kompilacja hip-hopowej grupy Mobb Deep. Została wydana 13 marca, 2007 roku. Gościnnie występują Sticky Fingaz, Snoop Dogg, Busta Rhymes czy 50 Cent.

## Lista utworów
| Nr      | Tytuł                     | Producent(ci) | Goście                | Czas |
| ------- | ------------------------- | ------------- | --------------------- | ---- |
| Dysk II |                           |               |                       |      |
| 1       | "Everyday Gun Play"       | Havoc         |                       | 3:51 |
| 2       | "First Day of Spring"     | Havoc         | Tragedy Khadafi       | 2:33 |
| 3       | "Untitled"                | Havoc         |                       | 1:28 |
| 4       | "Rep the QBC"             | Havoc         | Infamous Mobb         | 4:09 |
| 5       | "Reach"                   | Havoc         | Chinky                | 4:39 |
| 6       | "In the Long Run"         | Havoc         | Ty Nitty              | 2:41 |
| 7       | "Young Luv"               |               |                       | 3:38 |
| 8       | "Block Life"              | Havoc         | ACD                   | 3:55 |
| 9       | "Shit Hits the Fan"       | Havoc         | Gotti                 | 2:56 |
| 10      | "Murderers"               |               | E-Moneybags, Majesty  | 3:52 |
| 11      | "Thou Shall Not Kill"     | Havoc         | Snoop Dogg, Tray Deee | 4:19 |
| 12      | "Perfect Plot"            | Havoc         | Big Noyd              | 4:25 |
| 13      | "QB Meets Southside"      | Havoc         | Sticky Fingaz & X-1   | 2:48 |
| 14      | "How You Like Me Now"     | Havoc         | Rah Digga             | 3:24 |
| Dysk II |                           |               |                       |      |
| 1       | "Cobra"                   | Havoc         |                       | 3:24 |
| 2       | "Mobb Run the Rap Game"   | Havoc         |                       | 2:21 |
| 3       | "Gangstas Roll"           | Havoc         |                       | 3:27 |
| 4       | "Bump That"               | Havoc         | 50 Cent & Big Noyd    | 3:55 |
| 5       | "My Priorities"           | Havoc         |                       | 2:47 |
| 6       | "Backwards"               | The Alchemist |                       | 3:41 |
| 7       | "Gettin Moved On"         |               |                       | 3:30 |
| 8       | "U Know We Don't Stop"    | Havoc         |                       | 2:27 |
| 9       | "Rock With Us"            | Havoc         | Busta Rhymes          | 4:40 |
| 10      | "All Mine"                |               |                       | 2:30 |
| 11      | "Never Talk"              | Havoc         | Ty Nitty              | 3:05 |
| 12      | "We Don't Love Them Hoes" | Havoc         |                       | 2:59 |
| 13      | "Make the Hits"           | Havoc         | The Alchemist         | 2:43 |
| 14      | "Baby Baby"               | Havoc         |                       | 2:52 |